# Rotala filiformis
Rotala filiformis là một loài thực vật có hoa trong họ Lythraceae. Loài này được (Bellardi) Hiern miêu tả khoa học đầu tiên năm 1871.